# Dragon Tales
Dragon Tales ist eine kanadisch-US-amerikanische Zeichentrickserie von Sesame Workshop, Sony Pictures Television und Decode Entertainment aus den Jahren 1999 bis 2005. Sie wurde von James Coane, Ron Rodecker und Wesley Eure erdacht und hat 93 Folgen. 2000 wurde die Serie für einen Annie Award in der Kategorie Outstanding Achievement in an Animated Television Production Produced for Children nominiert.

## Inhalt
Die Serie erzählt von den Abenteuern der sechsjährigen Emmy und ihrem kleinen Bruder Max, die im Besitz eines verzauberten Drachensteins sind. Der kann sie in ein wunderliches Fantasieland bringen, das von farbenprächtigen anthropomorphen Drachen bewohnt wird. Als Freunde von vier Drachen, Ord, Cassie, Zak und Wheezie, reisen sie häufig nach Drachenland und helfen ihren Freunden bei bestimmten Aufgaben, bei ihren täglichen Problemen und lernen wichtige Bräuche durch ihre Erfahrungen mit Bildungsphantasie von Drachenland. Später kommt mit Enrique dazu, der in Puerto Rico aufgewachsen ist.

## Produktion und Veröffentlichung
Die Serie entstand bei Sesame Workshop, Sony Pictures Television und Decode Entertainment unter der Regie von Tim Eldred und Phil Weinstein. Neben den Hauptautoren James Coane, Ron Rodecker und Wesley Eure waren für die Drehbücher der einzelnen Folgen viele weitere Autoren beschäftigt. Für den Schnitt war Anna Granfors verantwortlich und die Musik komponierten Jim Latham, Billy Alessi und Brian Garland. 
Die insgesamt 93 Folgen wurden in drei Staffeln ausgestrahlt. Die Erstausstrahlung in den USA und Kanada fand ab dem 6. September 1999 bei PBS und CBC statt. Die erste Staffel endete nach 40 Folgen am 11. Februar 2000. Die zweite Staffel mit 25 Folgen wurde vom 4. Juni bis zum 30. November 2001 gezeigt. Die 29 Episoden der dritten Staffel folgten vom 28. Februar bis 25. November 2005. Die deutsche Erstausstrahlung fand vom 6. Juli 2002 bis 5. April 2003 bei Sat.1 statt. Außerdem wurde die Serie auch in Brasilien, Italien und Polen gezeigt.

## Synchronisation
Die deutsche Synchronfassung entstand bei der Johannisthal Synchron in Berlin.
| Rolle   | Englischer Sprecher |
| ------- | ------------------- |
| Emmy    | Andrea Libman       |
| Max     | Danny McKinnon      |
| Ord     | Ty Olsson           |
| Cassie  | Chantal Strand      |
| Zak     | Jason Michas        |
| Wheezie | Kathleen Barr       |
| Enrique | Aida Ortega         |